# 2010年ポーランド大統領選挙
2010年ポーランド大統領選挙（2010ねん ポーランド だいとうりょうせんきょ）は、ポーランド共和国の元首である大統領を選挙するために2010年6月20日と7月4日に行われた選挙である。

## 概要
2010年4月10日にポーランド空軍Tu-154墜落事故が発生し、現職大統領のレフ・カチンスキやその妻、政府要人らが多数死亡した。そのために当初の予定を繰り上げて大統領選挙が実施される運びとなり、憲法の規定に則り次期大統領が確定するまで下院議長のブロニスワフ・コモロフスキが大統領代行を務めた。6月20日の投票では単独過半数を獲得した候補が居なかったので、7月4日にヤロスワフ・カチンスキ前首相とコモロフスキ議長との間の上位2人による決選投票が行われ、コモロフスキが当選した。

## 選挙データ
- 選挙権：18歳以上
- 被選挙権：35歳以上（なお立候補に際しては、有権者10万人以上の署名を集める必要がある）
- 大統領の任期：5年（再任は1回のみ可能）
- 大統領選挙：第1回投票で有効投票の過半数を得票した候補者がいない場合には、この投票日の14日後に得票数の上位2名による決選投票が行われ、両者のうち得票が多い候補を当選者とする。
- 主要立候補者名と政党
  - マレク・ユレク (Marek Jurek) - 右派・共和国の権利（Prawica Rzeczypospolitej）。元下院議長。
  - ブロニスワフ・コモロフスキ (Bronisław Komorowski) - 中道右派・市民プラットフォーム（PO）。カチンスキの死後に大統領代行を務める。貴族出身で国民の人気も高い。
  - ヤヌシュ・コルヴィン＝ミッケ (Janusz Korwin-Mikke) - 保守リバタリアン・自由と法の支配 (Wolność i Praworządność)。
  - コルネル・モラヴィエスキ（Kornel Morawiecki） - 無所属。冷戦期は反共主義活動に従事していた。
  - グジェゴシュ・ナピェラルスキ (Grzegorz Napieralski) - 民主左翼連合（SLD）党首
  - アンジェイ・オレホフスキ (Andrzej Olechowski) - 無所属。
  - ヴァルデマル・パヴラク (Waldemar Pawlak) - 現副首相。元首相。
  - ヤロスワフ・カチンスキ (Jarosław Kaczyński) - 法と正義（PiS）党首。前首相。死亡したレフ・カチンスキの双子の兄。弟の遺志を受け継いで大統領選挙に立候補した。
  - ズビグニェフ・ジョブロ (Zbigniew Ziobro) - PiS所属。現欧州議会議員。元法務大臣。2001年から2005年まで下院議員を務めた。
  - マレク・ボロフスキ (Marek Borowski) - 元下院議長。左翼。
  - アンジェイ・レッペル (Andrzej Lepper) - 右派政党自衛（Samoobrona）党首。

## 選挙結果
- 投票率

第1回投票：54.94％
第2回投票：
|                | 第1回投票  | 第2回投票  |
| -------------- | ---------- | ---------- |
| 有権者数       | 30,813,005 | 30,833,924 |
| 投票用紙発行数 | 16,929,088 | 17,054,690 |
| 投票者数       | 16,923,832 | 17,050,417 |
| 有効投票総数   | 16,806,170 | 16,853,021 |

| 候補者名                                                        | 第1回投票  | 第1回投票 | 第2回投票  | 第2回投票 | 当落 |
| 候補者名                                                        | 得票数     | 得票率    | 得票数     | 得票率    | 当落 |
| --------------------------------------------------------------- | ---------- | --------- | ---------- | --------- | ---- |
| ブロニスワフ・コモロフスキ (Bronisław Komorowski)               | 6,981,319  | 41.54%    | 8,933,887  | 53.01%    | 当選 |
| ヤロスワフ・カチンスキ (Jarosław Kaczyński)                     | 6,128,255  | 36.46%    | 7,919,134  | 46.99%    |      |
| グジェゴシュ・ナピェラルスキ (Grzegorz Napieralski)             | 2,299,870  | 13.68%    | -          | -         |      |
| ヤヌシュ・コルヴィン＝ミッケ (Janusz Korwin-Mikke)              | 416,898    | 2.48%     | -          | -         |      |
| ヴァルデマル・パヴラク (Waldemar Pawlak)                        | 294,273    | 1.75%     | -          | -         |      |
| アンジェイ・オレホフスキ (Andrzej Olechowski)                   | 242,439    | 1.44%     | -          | -         |      |
| アンジェイ・レッペル (Andrzej Lepper)                           | 214,657    | 1.28%     | -          | -         |      |
| マレク・ユレク (Marek Jurek)                                    | 177,315    | 1.06%     | -          | -         |      |
| ボグスワフ・ズビグニェフ・ジェンテク (Bogusław Zbigniew Ziętek) | 29,548     | 0.18%     | -          | -         |      |
| コルネル・モラヴィエツキ（Kornel Morawiecki）                   | 21,596     | 0.13%     | -          | -         |      |
| 合計                                                            | 16,806,170 |           | 16,853,021 |           |      |

出所（いずれも2010年7月13日閲覧）
wybory Prezydedenta Rzeczyposlitej Polskiej zarzadzone na dzien 20 czerwca 2010
wybory Prezydedenta Rzeczyposlitej Polskiej Ponowne glosowanie w dniu 4 lipca 2010
注：第1回投票における得票数1位と2位の候補、2回投票における勝者の得票を太字で強調した。